# Članovi skupine Zabranjeno pušenje
Zabranjeno pušenje je bosanskohercegovačka rock skupina osnovana 1980. godine u Sarajevu, poznata po svom osebujnom zvuku, satiričnim tekstovima i povezanosti s kulturnim pokretom novi primitivizam te kultnim radijskim i televizijskim projektom Top lista nadrealista. Kroz više od četiri desetljeća postojanja bend je stekao status jedne od najutjecajnijih i najpopularnijih glazbenih skupina bivše države, prodavši stotine tisuća albuma i oblikujući glazbeni identitet Balkana. Njihov stil, temeljen na garažnom rocku uz utjecaje narodne glazbe, ističe se inovativnom produkcijom, narativnim tekstovima i prepoznatljivim humorom.
Sastav grupe mijenjao se tijekom godina, a članovi – kako aktualni, tako i bivši – dali su ključan doprinos razvoju i evoluciji benda. Trenutačnu postavu čine suosnivač, pjevač i gitarist Davor Sučić, bubnjar Branko Trajkov, gitarist Toni Lović, bas-gitarist Dejan Orešković, violinist i klavijaturist Robert Boldižar, prateći vokal Anđela Zebec te svirač usne harmonike Tomislav Goluban. U nastavku su detaljno prikazani svi bivši i trenutačni članovi benda, njihova uloga u stvaralaštvu i doprinos karakterističnom zvuku Zabranjenog pušenja.

## Članovi

### Trenutni članovi
Od lipnja 2022. godine skupina Zabranjeno pušenje se sastoji od jednog pjevača, jednog gitarista, jednog basista, jednog bubnjara, jednog violiniste i klavijaturiste, jedan svirač usne harmonike te jedan prateći vokal.
| Fotografija | Ime i prezime Nadimak  | Djelatno razdoblje           | Instrumenti                                          | Udio u izdanjima                                                                                            |
| ----------- | ---------------------- | ---------------------------- | ---------------------------------------------------- | --- |
|             | Davor Sučić Sejo Sexon | 1980. – 1990.; 1995. – danas | glavni vokal, gitara                                 | Sva izdanja Zabranjenog pušenja                                                                             |
|             | Toni Lović             | 2004. – danas                | električna gitara, akustična gitara                  | Sva izdanja Zabranjenog pušenja od Hodi da ti čiko nešto da! (2006.)                                        |
|             | Branko Trajkov Trak    | 1996. – danas                | bubnjevi, udaraljke, akustična gitara, prateći vokal | Sva izdanja Zabranjenog pušenja od Hapsi sve! (1998.)                                                       |
|             | Robert Boldižar Robi   | 2004. – danas                | violina, klavijatura, prateći vokal                  | Sva izdanja Zabranjenog pušenja od Hodi da ti čiko nešto da! (2006.) Gostujući na albumu Hapsi sve! (1998.) |
|             | Dejan Orešković Klo    | 2008. – danas                | bas-gitara                                           | Sva izdanja Zabranjenog pušenja od Muzej Revolucije (2009.)                                                 |
|             | Anđela Zebec Angie     | 2019. – danas                | vokal, prateći vokal, udaraljke                      | Sva izdanja Zabranjenog pušenja od Karamba! (2022.)                                                         |
|             | Tomislav Goluban       | 2022. – danas                | usna harmonika                                       | Gostujući na albumu Karamba! (2022.)                                                                        |

Izvor: Zabranjeno pušenje

### Bivši članovi
Bivši članovi skupine Zabranjeno pušenje uključuju tri pjevača, deset gitarista, četiri bubnjara, šest klavijaturista, dvoje saksofonista, te po jedan violinist, trombonist i udaraljkaš.
| Fotografija | Ime i prezime Nadimak              | Djelatno razdoblje   | Instrumenti                                  | Udio u izdanjima |
| ----------- | ---------------------------------- | -------------------- | -------------------------------------------- | --- |
|             | Faris Arapović                     | 1987–1990            | bubnjevi                                     | Pozdrav iz zemlje Safari (1987), Male priče o velikoj ljubavi (1989) |
|             | Kristina Biluš                     | 1999                 | prateći vokal                                | Agent tajne sile (1999); Gostujući na albumu Hapsi sve! (1998) |
|             | Predrag Bobić Dragan / Bleka       | 1996–2008            | bas-gitara                                   | Hapsi sve! (1998), Agent tajne sile (1999), Bog vozi Mercedes (2001), Live in St. Louis (2004), Hodi da ti čiko nešto da! (2006) Gostujući na albumu Pozdrav iz zemlje Safari (1987) |
|             | Mustafa Čengić Mujo Snažni         | 1980–1986            | gitara, prateći vokal                        | Das ist Walter (1984), Dok čekaš sabah sa šejtanom (1985) |
|             | Samir Ćeramida Ćera                | 1982–1983; 1996–1998 | bas-gitara                                   | Fildžan viška (1996) |
|             | Zoran Degan Poka                   | 1980–1983            | klavijatura                                  | |
|             | Zenit Đozić Fu-do                  | 1980–1983; 1985      | bubnjevi, udaraljke, prateći vokal           | Dok čekaš sabah sa šejtanom (1985) |
|             | Dado Džihan                        | 1987–1990            | klavijatura                                  | Pozdrav iz zemlje Safari (1987), Male priče o velikoj ljubavi (1989) |
|             | Ognjen Gajić Ogi                   | 1980–1987            | saksofon, flauta, klavijatura                | Das ist Walter (1984), Dok čekaš sabah sa šejtanom (1985), Pozdrav iz zemlje Safari (1987)                                                                                           |
|             | Marin Gradac Mako                  | 1996–1999            | trombon, prateći vokal                       | Fildžan viška (1996), Hapsi sve! (1998), Agent tajne sile (1999) |
|             | Dragomir Herendić Dragianni        | 1999–2004            | gitara                                       | Bog vozi Mercedes (2001), Live in St. Louis (2004) |
|             | Dražen Janković Seid Mali Karajlić | 1980–1981; 1984–1987 | klavijatura, prateći vokal                   | Das ist Walter (1984), Dok čekaš sabah sa šejtanom (1985), Pozdrav iz zemlje Safari (1987)                                                                                           |
|             | Nenad Janković Dr. Nele Karajlić   | 1980–1990            | klavijatura, glavni vokal                    | Das ist Walter (1984), Dok čekaš sabah sa šejtanom (1985), Pozdrav iz zemlje Safari (1987), Male priče o velikoj ljubavi (1989)                                                      |
|             | Albin Jarić Jimi Rasta             | 2001–2004            | udaraljke                                    | Bog vozi Mercedes (2001); Gostujući na albumu Live in St. Louis (2004) |
|             | Paul Kempf DJ Pavo                 | 2005–2017            | klavijatura                                  | Hodi da ti čiko nešto da (2006), Muzej Revolucije (2009), Radovi na cesti (2013) |
|             | Predrag Kovačević Kova / Kowalski  | 1986–1990            | električna gitara                            | Pozdrav iz zemlje Safari (1987), Male priče o velikoj ljubavi (1989) |
|             | Sead Kovo Sejo                     | 1996–1999            | gitara                                       | Fildžan viška (1996), Agent tajne sile (1999) |
|             | Emir Kusturica                     | 1987                 | bas-gitara                                   | Pozdrav iz zemlje Safari (1987) |
|             | Mladen Mitić Munja                 | 1980–1986            | bas-gitara, prateći vokal                    | Das ist Walter (1984), Dok čekaš sabah sa šejtanom (1985) |
|             | Darko Ostojić Minka / Oggie        | 1987–1990            | bas-gitara                                   | Pozdrav iz zemlje Safari (1987), Male priče o velikoj ljubavi (1989) |
|             | Đani Pervan                        | 1996                 | bubnjevi                                     | Fildžan viška (1996) |
|             | Nedžad Podžić Počko                | 1996–1998            | klavijatura, prateći vokal                   | Hapsi sve! (1998) |
|             | Predrag Rakić Šeki Gayton          | 1983–1986            | bubnjevi                                     | Das ist Walter (1984), Dok čekaš sabah sa šejtanom (1985) |
|             | Mirko Srdić Elvis J. Kurtović      | 1996–1999            | prateći vokal                                | Fildžan viška (1996), Hapsi sve! (1998), Agent tajne sile (1999) |
|             | Zoran Stojanović Zoki              | 1996–1998            | električna gitara                            | Hapsi sve! (1998) |
|             | Lana Škrgatić                      | 2016–2019            | saksofon, flauta, klavijatura, prateći vokal | Šok i nevjerica (2018) |
|             | Bruno Urlić Prco                   | 1997–2004            | violina, viola, klavijatura, prateći vokal   | Hapsi sve! (1998), Agent tajne sile (1999), Bog vozi Mercedes (2001), Live in St. Louis (2004)                                                                                       |
|             | Dušan Vranić Duco                  | 1996–1997            | klavijatura, prateći vokal                   | Fildžan viška (1996) |

## Postave
| Albumi                                                          | Godine        | Članovi |
| --------------------------------------------------------------- | ------------- | --- |
| Das ist Walter                                                  | 1984          | - Davor Sučić – ritam gitara - Mladen Mitić – bas-gitara - Mustafa Čengić – solo gitara - Predrag Rakić – bubnjevi - Ognjen Gajić – saksofon, flauta - Dražen Janković – klavijature - Nele Karajlić – glavni vokal |
| Dok čekaš sabah sa šejtanom                                     | 1985          | - Mladen Mitić – bas-gitara, prateći vokal - Predrag Rakić – bubnjevi - Mustafa Čengić – solo guitar, prateći vokal - Ognjen Gajić – saksofon, flauta, klavijature - Zenit Đozić – kongas, prateći vokal - Davor Sučić – ritam gitara - Nenad Janković – glavni vokal - Dražen Janković – klavijature                                                                                    |
| Pozdrav iz zemlje Safari                                        | 1987          | - Dražen Janković – klavijature, prateći vokal - Ognjen Gajić – saksofon, flauta - Davor Sučić – ritam gitara - Predrag Kovačević – lead guitar - Dado Džihan – klavijature, prateći vokal - Darko Ostojić – bas-gitara, prateći vokal - Emir Kusturica – bas-gitara - Faris Arapović – bubnjevi - Nenad Janković – glavni vokal                                                         |
| Male priče o velikoj ljubavi                                    | 1989          | - Nenad Janković – glavni vokal - Davor Sučić – ritam gitara, prateći vokal - Predrag Kovačević – gitara - Dado Džihan – klavijature, prateći vokal - Darko Ostojić – bas-gitara, prateći vokal - Faris Arapović – bubnjevi |
| Zabranjeno pušenje je rasformirano između 1991. i 1996. godine. |               | |
| Fildžan viška                                                   | 1997          | - Davor Sučić – glavni vokal, ritam gitara, prateći vokal - Samir Ćeramida Ćera – bas-gitara - Đani Pervan – bubnjevi, prateći vokal - Elvis J. Kurtović – vokal, prateći vokal - Marin Gradac – trombon, vokal, prateći vokal - Sead Kovo – električna gitara, ritam gitara - Dušan Vranić – klavijature, prateći vokal                                                                 |
| Hapsi sve! (Live album)                                         | 1998          | - Marin Gradac – trombon, vokal, prateći vokal - Davor Sučić – glavni vokal, ritam gitara, prateći vokal - Elvis J. Kurtović – vokal, recitiranje - Predrag Bobić – bas-gitara, prateći vokal - Zoran Stojanović – električna gitara - Nedžad Podžić – klavijature, prateći vokal - Branko Trajkov – bubnjevi - Bruno Urlić – violina, prateći vokal                                     |
| Agent tajne sile                                                | 1999          | - Davor Sučić – glavni vokal, ritam gitara, prateći vokal - Elvis J. Kurtović – vokal, prateći vokal - Marin Gradac – trombon, vokal, prateći vokal - Predrag Bobić – bas-gitara - Kristina Biluš – vocals, prateći vokal - Bruno Urlić – violina, viola, klavijature, prateći vokal - Branko Trajkov – bubnjevi, udaraljke, prateći vokal - Sead Kovo – električna gitara, ritam gitara |
| Bog vozi Mercedes                                               | 2001          | - Davor Sučić – glavni vokal, akustična gitara - Dragomir Herendić – akustična gitara, električna gitara, harmonika, klavijature, tambura - Bruno Urlić – violina, viola, klavijature, prateći vokal - Branko Trajkov – bubnjevi, udaraljke, prateći vokal - Predrag Bobić – bas-gitara - Albin Jarić – udaraljke                                                                        |
| Live in St. Louis (Live album)                                  | 2004          | - Davor Sučić – glavni vokal, akustična gitara - Dragomir Herendić – gitara, prateći vokal - Predrag Bobić – bas-gitara, prateći vokal - Branko Trajkov – bubnjevi - Bruno Urlić – violina, klavijature, prateći vokal |
| Hodi da ti čiko nešto da!                                       | 2006          | - Davor Sučić – glavni vokal, gitara - Robert Boldižar – violina, klavijature, prateći vokal - Branko Trajkov – bubnjevi, udaraljke, prateći vokal - Predrag Bobić – bas-gitara - Toni Lović – akustična gitara, električna gitara - Paul Kempf – klavijature |
| Muzej Revolucije – Radovi na cesti                              | 2009. – 2013. | - Davor Sučić – glavni vokal, gitara, prateći vokal - Toni Lović – akustična gitara, električna gitara - Branko Trajkov – bubnjevi, udaraljke, akustična gitara, prateći vokal - Robert Boldižar – violina, klavijature, prateći vokal - Paul Kempf – klavijature - Dejan Orešković – bas-gitara                                                                                         |
| Šok i nevjerica                                                 | 2018.         | - Davor Sučić – vokal, prateći vokal - Toni Lović – električna i akustična gitara - Branko Trajkov – bubnjevi, udaraljke, prateći vokal - Robert Boldižar – violina, violončelo, klavijature, prateći vokal - Dejan Orešković – bas-gitara - Lana Škrgatić – klavijature, saksofon, flauta, prateći vokal                                                                                |
| Karamba!                                                        | 2022.         | - Davor Sučić – vokal, prateći vokal - Toni Lović – električna i akustična gitara - Branko Trajkov – bubnjevi, udaraljke, prateći vokal - Robert Boldižar – violina, violončelo, klavijature, prateći vokal - Dejan Orešković – bas-gitara - Anđela Zebec – vokal, prateći vokal, udaraljke                                                                                              |
| Pušenje ubija – Uživo u Lisinskom                               | 2025. – 2025. | - Davor Sučić – vokal, prateći vokal - Toni Lović – električna i akustična gitara - Branko Trajkov – bubnjevi, udaraljke, prateći vokal - Robert Boldižar – violina, violončelo, klavijature, prateći vokal - Dejan Orešković – bas-gitara - Anđela Zebec – vokal, prateći vokal, udaraljke - Tomislav Goluban – usna harmonika                                                          |

## Vanjske poveznice
- Službena stranica